# Kanton Peyrolles-en-Provence
Kanton Peyrolles-en-Provence (fr. Canton de Peyrolles-en-Provence) je francouzský kanton v departementu Bouches-du-Rhône v regionu Provence-Alpes-Côte d'Azur. Skládá se z pěti obcí.

## Obce kantonu
- Jouques
- Meyrargues
- Peyrolles-en-Provence
- Le Puy-Sainte-Réparade
- Saint-Paul-lès-Durance